# Francesco de Pinedo
Francesco de Pinedo (Nápoles, 16 de fevereiro de 1890 — Nova Iorque, 3 de setembro de 1933) foi um aviador italiano. 

## Biografia

### Infância
Nascido em família nobre possuía o título de marquês. Seu pai era advogado.
Estudou literatura, artes e música. Esta última foi uma paixão que levou por toda a vida. Tanto que, no reide das duas Américas, levou um gramofone em seu avião.

### Militar
Em 1908, ingressou na Accademia Navale e em 1911 graduou-se guarda-marinha. Neste mesmo ano participou da guerra ítalo-turca entre a Itália e o Império Otomano pela posse da Líbia.

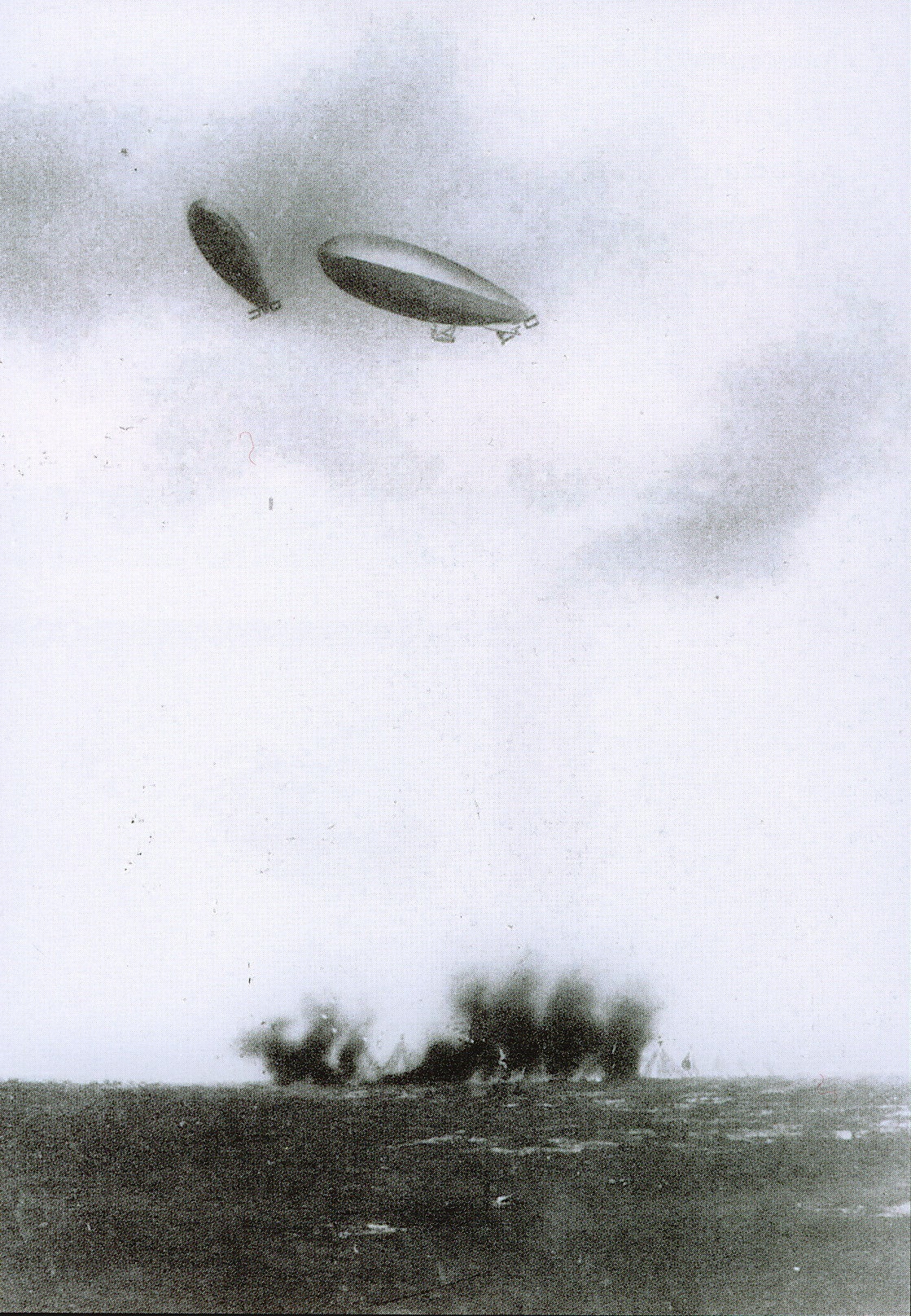
Dirigíveis italianos em ação durante a Guerra ítalo-turca (1911-12).

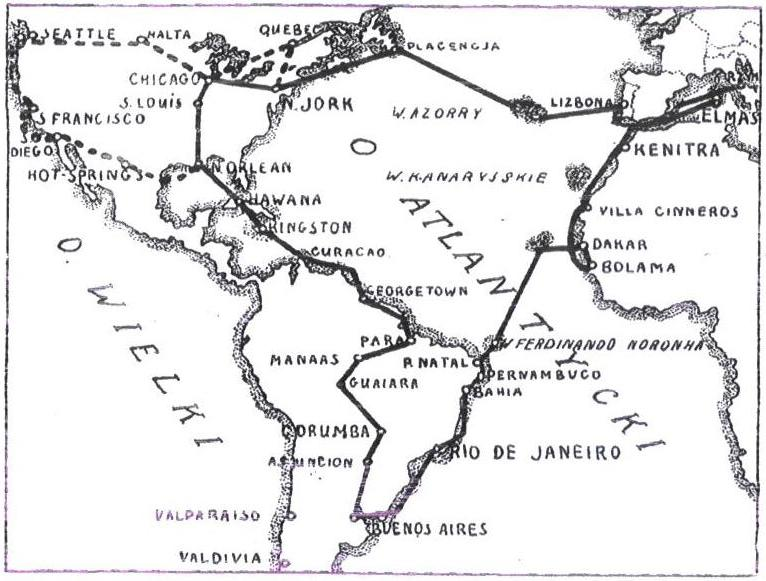
Viagem de de Pinedo em 1927.

Na Primeira Guerra Mundial serviu ativamente na Marinha. Em julho de 1917 foi enviado a Taranto, para a escola de pilotos de hidroaviões. Em apenas dois meses consegue seu brevet. Serve ainda em Brindisi e no Mar Adriático. 
Cumpre uma missão em Constantinopla em 1921. No ano seguinte, assume um posto de comando no Mar Tirreno. Em sua carreira militar alcançou o posto de general.

### Aviador
Em 16 de outubro de 1923, transfere-se da Marinha para a força aérea italiana (Regia Aeronautica). 
Em 1925 realiza o Reide Gennariello acompanhado pelo engenheiro Ernesto Campanelli. Em um hidroavião Savoia S.16 monomotor, biplano chamado Gennariello voou 55.000 - milhas, a partir de Roma até a Austrália, Tóquio, e de volta a Roma em seis meses.  Durante o reide, que teve de substituir uma asa e um motor. 
Em 1927, com Carlo Del Prete e Vitale Zacchetti, partindo de Gênova voou em um Savoia-Marchetti S.55 chamado Santa Maria (em homenagem ao navio em que Cristóvão Colombo descobriu a América) voou de Roma até Cabo Verde e sobre Buenos Aires, floresta amazônica e Arizona. No que ficou conhecido como o Reide das duas Américas.
Em sua passagem pelo Brasil, esteve em Fernando de Noronha, Rio de Janeiro e São Paulo onde pousou na represa Guarapiranga. 
A cidade de São Paulo homenageou os aviadores italianos com um monumento inaugurado em 21 de agosto de 1929, batizado "Heróis da Travessia do Atlântico". Este, inicialmente ficava localizado à margem da represa. Em 1987, na administração do prefeito Jânio Quadros, foi transferido para a Praça Nossa Senhora do Brasil no Jardim Paulista, onde ficou até meados de 2010, quando foi novamente transferido para o Parque da Barragem, às margens da represa de Guarapiranga, próximo ao local original.   
Em 6 de abril de 1927, enquanto reabastecia em Lake Roosevelt, (Arizona, EUA) o avião incendiou-se e afundou em questão de minutos.  Em 19 de abril de 1927, seus motores foram recuperados  do fundo do lago por Ettore Franchini, Tom Domenici e Pete Vichi. Foram posteriormente transportados para Nova York e depois transferidos para a Itália.

### Morte trágica
Em 3 de setembro de 1933, preparava-se para alcançar um recorde oficial de voo de distância de Nova Iorque até Bagdá.
Francesco De Pinedo faleceu quando, neste dia, seu avião modelo Bellanca incendiou-se antes de decolar.